# Азади, Довлетмамед
Довлетмаммед Азади (туркм. Döwletmämmet Azady, 1695 или 1700 — около 1760) — туркменский поэт и учёный, суфий. Отец поэта Махтумкули.

## Биография и творчество
Родился в семье батрака. Был землепашцем и преподавал в мектебе. Занимался теорией стиха.
Основное его произведение — дидактическая поэма «Проповедь Азади» («Вагзи-Азад», туркм. Wagzy-azat), написанная в форме месневи, о справедливом правителе, о развитии земледелия и торговли, об учёных, о соблюдении норм морали. Язык поэмы архаичен и изобилует арабо-персидскими и чагатайскими элементами.

## Память
Место упокоения Довлетмамеда Азади и его сына Махтумкули является местом паломничества, оно находится на кладбище «Актокай» в провинции Гулистан, Исламской Республики Иран. Ежегодно кладбище становится местом паломничества тысяч людей.

### Учреждения и организации
- В честь Азади назван Туркменский национальный институт мировых языков.